# Trollfågeln
Trollfågeln är den svenska nyckelharpisten Emilia Ampers debutalbum, utgivet 2012 på skivbolaget BIS Records. 

## Låtlista
Låtarna är traditionella om inget annat anges.
1. Till Maria (Emilia Amper) – 5:01
2. G-mollpolska efter Anders Gustaf Jernberg – 3:27
3. Ut i mörka natten (Emilia Amper) – 4:58
4. Isadoras land (Emilia Amper) – 3:53
5. Trollfuglen – 2:26
6. Polska fra Hoffsmyran (Emilia Amper) – 4:04
7. Herr Lager och skön fager (Emilia Amper/Gustaf Fröding) – 3:12
8. Brännvinslåt från Torsås – 2:43
9. Pigopolskan / Den glömda polskan – 5:10
10. När som flickorna de gifta sig – 4:10
11. Kapad (Emilia Amper) – 4:47
12. Bredals Näckapolska – 3:02
13. Galatea Creek (Emilia Amper) – 3:22
14. Vals från Valsebo – 9:29

## Medverkande
- Emilia Amper – nyckelharpa (spår 1–14), sång (spår 3, 10, 11, 13)
- Johan Hedin – nyckelharpa (spår 9, 10)
- Anders Löfberg – cello (spår 3, 4, 14)
- Dan Svensson – slagverk (spår 3, 10), gitarr (spår 4), sång (spår 10)
- Olle Linder – gitarr (spår 3), pandeiro (spår 4)
- Helge Andreas Norbakken – slagverk (spår 6, 7, 11, 13)
- Trondheimsolistene – stråkar (spår 6, 7, 11, 13)

## Mottagande
Trollfågeln har medelbetyget 4,5/5 på Kritiker.se, baserat på fem recesioner. Dagens Industri och Upsala Nya Tidning utdelade sitt högsta betyg, Svenska Dagbladet (5/6) och Sydsvenskan och Värmlands Dagblad 4/5.